# Zakłady Wyrobów Metalowych
Zakłady Wyrobów Metalowych S.A.  w Sławkowie – spółka akcyjna działająca w branży metalowej. Należy do grupy kapitałowej Poland Alloys sp. z o.o. w Katowicach. Produkuje wyroby ze stali zimnowalcowanej. 

## Historia
9 listopada 1850 osiadły w Sławkowie pruski przemysłowiec Johann Michael Zeitler zakupił – z zamiarem urządzenia fabryki drutu – prawo użytkowania wieczystego gruntów położonych nad Białą Przemszą, w granicach wsi Krzykawka, w osadzie młynarskiej „Marianka”. 31 lipca 1851 otrzymał zezwolenie na założenie w tym miejscu fabryki drutu. W 1853 zatrudniała ona już na stałe 40 osób. 7 kwietnia 1853 Rada Administracyjna Królestwa Polskiego, na wniosek Zeitlera, wyraziła zgodę na zmianę dotychczasowej nazwy realności, na której znajdowała się fabryka, na „Michałów pod miastem Sławkowem”. Z czasem obok drutu ciągnionego w fabryce zachęto produkować gwoździe, śruby i łańcuchy. W latach 60 XIX wieku działał tu też prawdopodobnie piec do wytopu żelaza. Produkcja zakładu odznaczała się wysoką jakością, o czym świadczy fakt, że w 1872 tzw. Komisja Warszawska zakwalifikowała wyroby fabryki Zeitlera do udziału w Wystawie Technicznej w Moskwie. W 1881 fabryka zatrudniała 90 pracowników i dawała produkcję roczną wartości 100 tys. rubli. Prawdziwy rozwój zakładu rozpoczął się jednak dopiero po przejęciu go w latach 90 XIX wieku przez braci Schein (Szajn) z Będzina. W przededniu I wojny światowej zatrudnienie w fabryce wynosiło 500 osób. W okresie międzywojennym szczytowe zatrudnienie wynosiło 1000 osób, a produkcja ponad 1600 ton miesięcznie. Fabryka rozwijała się również w okresie wielkiego kryzysu dzięki zamówieniom zagranicznym z Brazylii i Argentyny (druty ocynkowane), Afryki Środkowej (gwoździe), Finlandii i Norwegii (drut kolczasty) oraz Związku Radzieckiego (druty żarzone). W latach trzydziestych XX wieku zawarła umowę ze Związkiem Elektrowni Okręgu Radomsko-Kieleckiego na wyłączną dostawę kabli i drutów miedzianych oraz produkowała liny stalowe na potrzeby górnictwa węglowego w tzw. Zagłębiu Dąbrowskim i województwie śląskim.

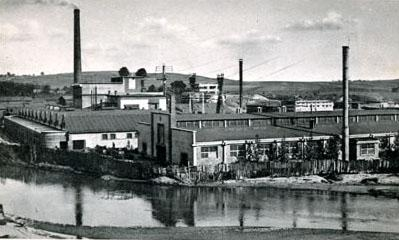
Fabryka braci Schein, pocztówka z lat trzydziestych XX w.

W latach 1939–1945 pod zarządem niemieckim. W 1946 fabryka przejęta została na rzecz skarbu państwa. Do 31 grudnia 1953 nosiła nazwę „Zakłady Wyrobów z Drutu”. a w latach 1954-1994 „Fabryka Wyrobów Metalowych”. W 1994 przedsiębiorstwo państwowe przekształcono w spółkę akcyjną Zakłady Wyrobów Metalowych S.A. W 2010 roku majątek zakładu został wniesiony do firmy Matserwis Sp. z.o.o.